# Aéroport de Liuzhou Bailian
L'aéroport de Liuzhou Bailian (code IATA : LZH • code OACI : ZGZH) est un aéroport civil et militaire desservant la ville de Liuzhou, dans la région autonome du Guangxi, en Chine.

## Compagnies aériennes et destinations
| Compagnies              | Destinations |
| ----------------------- | --- |
| Air China               | Pékin-Capitale |
| Chengdu Airlines        | Chengdu-Shuangliu, Kunming-Changshui, Shenzhen-Bao'an, Xiamen-Gaoqi                                                                                              |
| China Eastern Airlines  | Hangzhou-Xiaoshan, Haikou, Kunming-Changshui, Nankin, Qingdao-Jiaodong, Sanya-Phénix, Shanghai-Hongqiao, Shanghai-Pudong, Wenzhou-Longwan, Wuhan, Xi'an-Xianyang |
| China Express Airlines  | Chongqing-Jiangbei, Sanya-Phénix, Zhuhai |
| China Express Airlines  | Charter : Phnom Penh |
| China Southern Airlines | Canton-Baiyun |
| Tianjin Airlines        | Guiyang, Shantou-Chaozhou-Jieyang |

Édité le 03/02/2018